# Matthias Neumann (Fotograf, 1960)
Matthias Neumann (* 23. März 1960 in Frankfurt am Main) ist ein deutscher Fotograf.

## Leben
Matthias Neumann studierte zunächst Musik und arbeitete in verschiedenen Sinfonieorchestern. 1999 begann er mit eigenen Ausstellungen. 2005 und 2006 absolvierte er bei Katharina Bosse ein Gaststudium „Künstlerische Fotografie“ an der Fachhochschule Bielefeld, Fachbereich Gestaltung. 2012 schloss Matthias Neumann ein Masterstudium im Fachbereich Gestaltung an der FH Bielefeld ab. Sein Bild Sprengung aus dem Jahr 2011 erhält einen dauerhaften Platz im Rathaus Wuppertal - Elberfeld, ab 2016 geht es in den Besitz des Kunst- und Museumsverein des Von der Heydt-Museums über. 2013 und 2015 erhielt er eine Annahme beim OPUS-Fotografiepreis mit internationalen Ausstellungsbeteiligungen. Matthias Neumann lebt in Wuppertal.

## Künstlerische Arbeit
Seine erste bekannte Serie „Verwischungen“ sind an der Grenze von analoger Landschaftsfotografie und Malerei angesiedelt. Durch Langzeitbelichtungen mit gleichzeitigem heftigem Bewegen der Kamera entstehen archaisch anmutende Landschaften in Schwarz-Weiß und Farbe.
Seit 2007 erweitert er diese Technik auf den Menschen, seit 2008 auch auf Architektur und urbane Räume. 2012 folgt als Ergebnis seines Masterstudiums die Serie „Ungeteilte Aufmerksamkeit“, ab 2014 die Serie „Urbanics“, die ständig erweitert wird. Große urbane Szenen erscheinen darin wie sorgsam inszenierte Bühnenbilder. 2015 erscheint der Katalog „Ungeteilte Aufmerksamkeit“ Fotografien 2003 – 2014 beim Verlag HP Nacke, Wuppertal, 2020 der Bildband "Urbanics".

### Einzelausstellungen (Auswahl)
- 2023 Galerie COBA
- 2022 Bandfabrik Wuppertal
- 2019 Ungeteilte Aufmerksamkeit, Atelier resoNora, Wuppertal
- 2019 Galerie Peter Ryzek, Wuppertal
- 2018 ALLES NATUR ODER WAS, Atelier resoNora, Wuppertal
- 2017 Mixed Pickles, Atelier resoNora, Wuppertal
- 2016 Schokoladen- und Denkfabrik, Wuppertal
- 2015 Studio Double C, Wuppertal
- 2015 Kommunales Bildungszentrum Remscheid
- 2013 Kanzlei Engel & Paschhoff, Wuppertal
- 2010 Kunstraum Notkirche Essen (mit Geli S.)
- 2009 Kunst-Initiative Radevormwald
- 2008 Galerie Andreas Brüning, Düsseldorf
- 2007 Galerie im Bahnhof Lennep
- 2006 Galerie Schloss Pulsnitz

### Gruppenausstellungen (Auswahl)
- 2023 "ansitzen und weitblicken" Stadtsparkasse Wuppertal (Katalog)
- 2020 „MEHR:WERT“, Von-der-Heydt-Museum Wuppertal
- 2019 „Kunstausstellung Wuppertal 2019“ (Katalog), Kunsthalle Barmen
- 2018 „Sound of the City“, Schauspielhaus Wuppertal
- 2016 Museum Haus Ludwig, Saarlouis
- 2016 Espace d’Art Adagio, Thionville
- 2015 Galerie der HBKsaar (Katalog), Centre Culturel de Recontre Luxembourg
- 2015 Forum der Stadtsparkasse Wuppertal (Katalog)
- 2014 Städtische Galerie Neunkirchen
- 2013 Galerie der HBKsaar Saarbrücken, Tuchfabrik Trier
- 2013 Theodor-Zink-Museum, Kaiserslautern
- 2012 Werkschau FH Bielefeld
- 2012 Kunstverein Paderborn „Experimenta III“
- 2010 Galerie Andreas Brüning, Düsseldorf
- 2009 Galerie Ikarus, Bad Driburg, Galerie im Bhf Lennep
- 2008 Galerie Andreas Brüning, Düsseldorf

### Preise
- 2015 Annahme mit der Serie „Urbanics“ beim OPUS - Fotografiepreis 2015 (Katalog)
- 2013 Annahme mit dem Bild „Sprengung“ beim OPUS - Fotografiepreis 2013 (Katalog)
- 2011 Finalist beim Wettbewerb „Memorial Maria Luisa“
- 2010 Erster Preisträger beim Wettbewerb Glanzlichter 2010

Publikationen
- 2020  „Urbanics“. Mit einem Vorwort von Andreas Steffens.
- 2020 „MEHR:WERT“, Katalog Von-der-Heydt-Museum, Wuppertal
- 2019 „AchtZehn NeunZehn“, Katalog Kunsthalle Barmen
- 2019 „Kunst in Wuppertal: Welch ein Reichtum“, Katalog Stadtsparkasse Wuppertal
- 2015 „Ungeteilte Aufmerksamkeit“, ISBN 978-3-942043-59-5
- 2015 „Nach der Fotografie“, Katalog Stadtsparkasse Wuppertal